# Hectobrocha pentacyma
Hectobrocha pentacyma là một loài bướm đêm thuộc phân họ Arctiinae, họ Erebidae.